# Cantón de Saint-Hilaire-de-Villefranche
El cantón de Saint-Hilaire-de-Villefranche era una división administrativa francesa, que estaba situada en el departamento de Charente Marítimo y la región de Poitou-Charentes.

## Composición
El cantón estaba formado por diez comunas:
- Aujac
- Aumagne
- Authon-Ébéon
- Bercloux
- Brizambourg
- Juicq
- La Frédière
- Nantillé
- Saint-Hilaire-de-Villefranche
- Sainte-Même

## Supresión del cantón de Saint-Hilaire-de-Villefranche
En aplicación del Decreto n.º 2014-269 de 27 de febrero de 2014, el cantón de Saint-Hilaire-de-Villefranche fue suprimido el 22 de marzo de 2015 y sus 10 comunas pasaron a formar parte del nuevo cantón de Chaniers.